# Gianni Zanasi
Gianni Zanasi (Vignola, 6 de agosto de 1965) es un director de cine, guionista y actor italiano.

## Biografía
Zanasi estudió filosofía en la Universidad de Bolonia, se apuntó a la escuela de dramaturgia en un curso dirigido por Nanni Moretti. Asistió al Centro Experimental de Cinematografía en Roma, donde en 1992 se graduó de dirección. Su cortometraje 'Le belle prove ganó el premio al mejor corto en el Festival de Cine de Turín. Su debut como director es con Nella mischia (1995), primer largometraje seleccionado para la Quincena de Realizadores del Festival de Cannes.
Dos años después, presenta su segundo largometraje  A domani, donde centra la historia en la historia de cinco chicos romanos. Fue  presentado en el Festival de Venecia y ganó diferentes premios en festivales de todo el mundo.
Zanasi también dirigió la miniserie Padri e figli y el documental La vita breve ma la giornata è lunghissima, pero volvió al 2007 con la comedia Mejor no pensar, protagonizado por Valerio Mastandrea, Anita Caprioli, Giuseppe Battiston, Caterina Murino y Paul Briguglia. Aclamado por la crítica, El film se llevó en 2009 a una serie de televisión con el mismo nombre, dirigido por el propio Zanasi y Pellegrini y con el mismo reparto.

## Filmografía

### Cine
- Le belle prove - cortometraje (1993)
- Nella mischia (1995)
- A domani (1999)
- Fuori di me (2000)
- La vita è breve ma la giornata è lunghissima - documental (2004)
- No mires atrás (Non pensarci) (2007)
- La felicità è un sistema complesso (2015)
- Troppa grazia (2018)

### Televisión
- Padri e figli - serie TV (2005)
- Non pensarci - La serie - serie TV (2009)

## Premios y distinciones
Festival Internacional de Cine de Venecia
| Año  | Categoría                                     | Película                                      | Resultado |
| ---- | --------------------------------------------- | --------------------------------------------- | --------- |
| 2004 | Premo Digital Cinema-Mención especial         | 20 Fingers                                    | Ganador   |
| 2007 | Premio Francesco Pasinetti - Mejor película   | La vita è breve ma la giornata è lunghissima' | Ganador   |
| 2007 | Premio FEDIC                                  | Mejor no pensar                               | Ganador   |
| 2007 | Premio Young Cinema – Mejor película italiana | Mejor no pensar                               | Ganador   |